# Louis Rwagasore

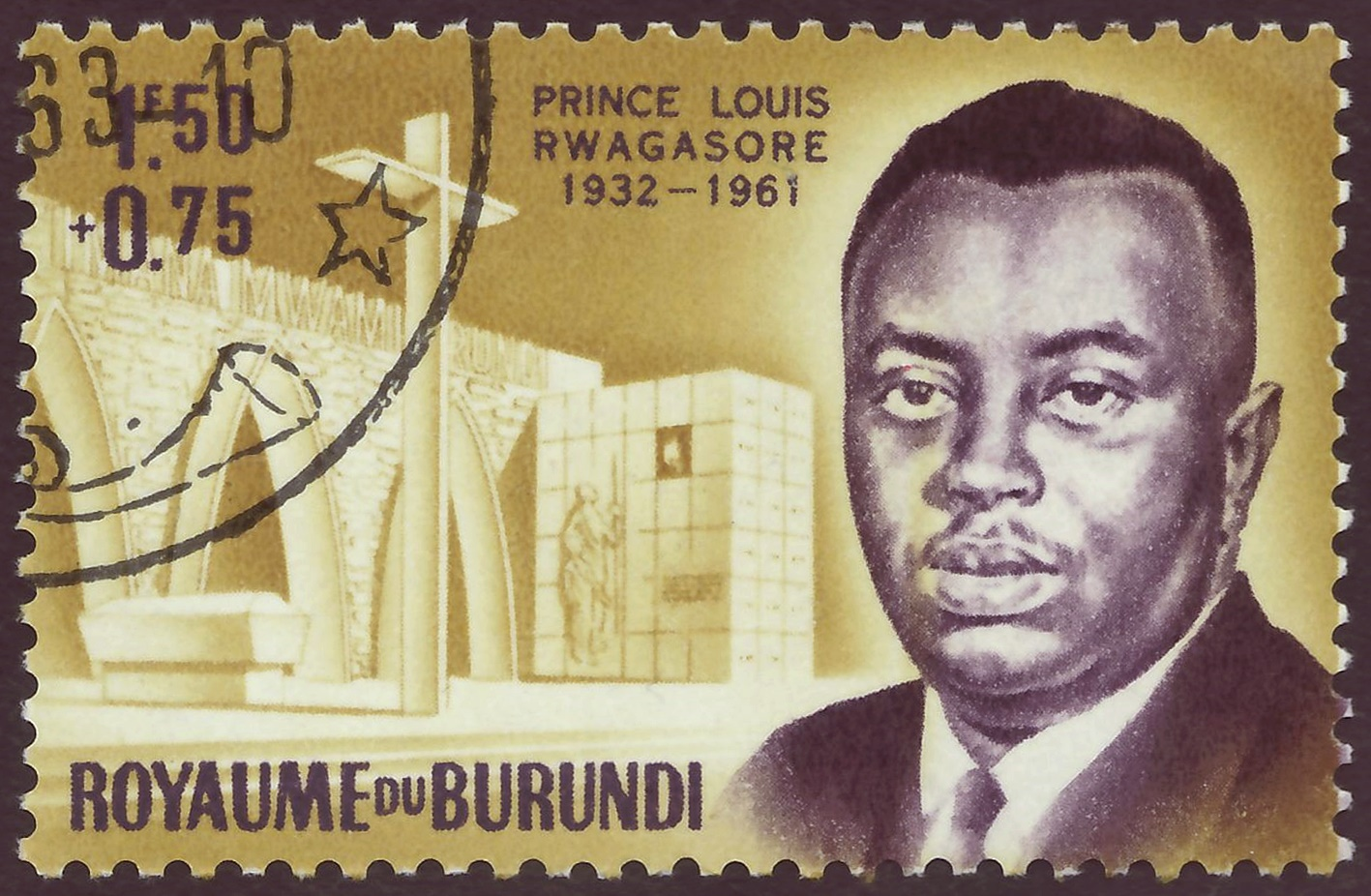
Louis Rwagasore

Prins Louis Rwagasore, född 10 januari 1932, död 13 oktober 1961, var Burundis förste folkvalde premiärminister, från den 28 september, då han ersatte Joseph Cimpaye, till den 13 oktober 1961. Han var tutsier, tillhörde ganwa-folket, och var son till kung Mwambutsa IV. Han mördades av politiska motståndare inom det pro-belgiska partiet PDC. Han efterträddes av André Muhirwa.